# Cody Zeller
Cody Allen Zeller (Washington, Indiana, 5 de octubre de 1992) es un jugador de baloncesto estadounidense que pertenece a la plantilla de los Atlanta Hawks de la NBA. Con 2,11 metros de altura, juega en la posición de ala-pívot.
Es hermano menor de los también baloncestistas Luke Zeller (n. 1987) y Tyler Zeller (n. 1990), y sobrino del que fuera también jugador de baloncesto Al Eberhard.

## Trayectoria deportiva

### Universidad
Tras haber participado en 2011 en el prestigioso McDonald's All-American Game, jugó durante dos temporadas con los Hoosiers de la Universidad de Indiana, en las que promedió 16,1 puntos, 7,4 rebotes y 1,3 tapones por partido. En su primera temporada fue elegido debutante del año de la Big Ten Conference e incluido en el segundo mejor quinteto de la conferencia, y al año siguiente fue incluido en el mejor quinteto de la competición, tras acabar la temporada con el mejor porcentaje de acierto en tiros de campo de la historia de los Hoosiers, con un 59,1% de efectividad.

#### Estadísticas
| Año     | Equipo  | PJ | PT | MPP  | %TC  | %3P  | %TL  | RPP | APP | ROB | TPP | PPP  |
| ------- | ------- | -- | -- | ---- | ---- | ---- | ---- | --- | --- | --- | --- | ---- |
| 2011–12 | Indiana | 36 | 36 | 28.5 | .623 | –    | .755 | 6.6 | 1.3 | 1.4 | 1.2 | 15.6 |
| 2012–13 | Indiana | 36 | 36 | 29.5 | .564 | .000 | .757 | 8.0 | 1.3 | 1.0 | 1.3 | 16.5 |
| Total   | Total   | 72 | 72 | 29.0 | .592 | .000 | .756 | 7.3 | 1.3 | 1.2 | 1.2 | 16.1 |

### Profesional

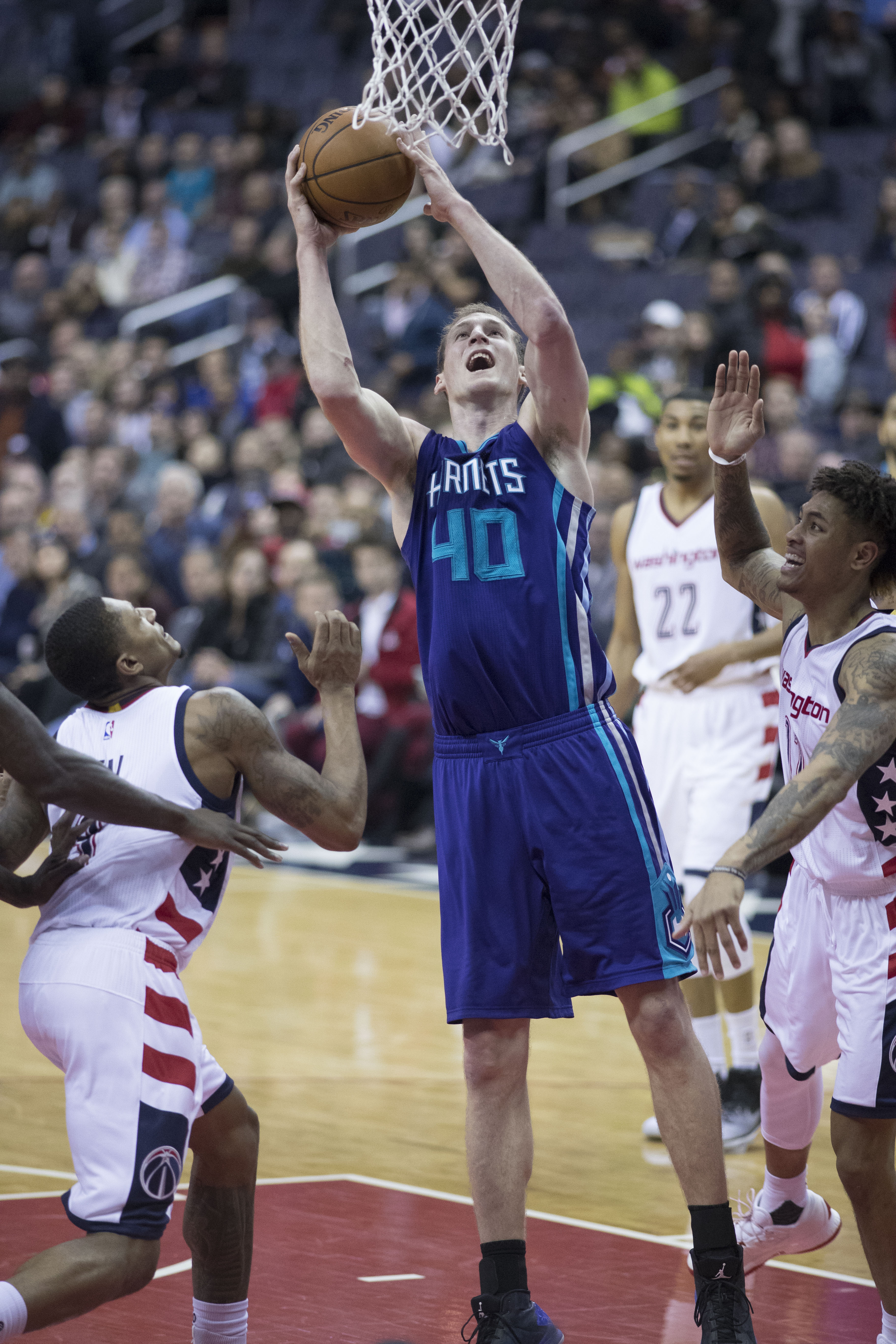
Zeller con Charlotte en 2016.

Fue elegido en la cuarta posición del Draft de la NBA de 2013 por Charlotte Bobcats, debutando ante los Houston Rockets en un partido en el que consiguió dos puntos.
El 22 de mayo de 2014, Zeller fue incluido en el segundo mejor quinteto de rookies de la NBA de la temporada 2013-14.
El 31 de octubre de 2016, firma una extensión con los Hornets por $56 millones y 4 años.
Tras ocho temporadas en Charlotte, el 3 de agosto de 2021, firma como agente libre con Portland Trail Blazers por 1 año. A finales de enero de 2022, se somete a una operzación de rodilla que le deja fuera de las pistas varias semanas. El 8 de febrero fue despedido.
El 20 de septiembre de 2022 firma con Utah Jazz, pero el 15 de octubre es cortado sin llegar a debutar.
El 20 de febrero de 2023, firma por Miami Heat.
El 2 de julio de 2023 firma como agente libre con New Orleans Pelicans.
El 6 de julio de 2024, Zeller, Larry Nance, Jr., E. J. Liddell, Dyson Daniels, una selección de primera ronda de 2025 (a través de los Lakers) y una selección de primera ronda condicional de 2027 fueron traspasados a los Atlanta Hawks a cambio de Dejounte Murray.

## Estadísticas de su carrera en la NBA

### Temporada regular
| Año     | Equipo      | PJ  | PT  | MPP  | %TC  | %3P   | %TL  | RPP | APP | ROB | TPP | PPP  |
| ------- | ----------- | --- | --- | ---- | ---- | ----- | ---- | --- | --- | --- | --- | ---- |
| 2013-14 | Charlotte   | 82  | 3   | 17.3 | .426 | .000  | .730 | 4.3 | 1.1 | .5  | .5  | 6.0  |
| 2014-15 | Charlotte   | 62  | 45  | 24.0 | .461 | 1.000 | .774 | 5.8 | 1.6 | .5  | .8  | 7.6  |
| 2015-16 | Charlotte   | 73  | 60  | 24.3 | .529 | .100  | .754 | 6.2 | 1.0 | .8  | .9  | 8.7  |
| 2016-17 | Charlotte   | 62  | 58  | 27.8 | .571 | .000  | .679 | 6.5 | 1.6 | 1.0 | 1.0 | 10.3 |
| 2017-18 | Charlotte   | 33  | 0   | 19.0 | .545 | .667  | .718 | 5.4 | .9  | .4  | .6  | 7.1  |
| 2018-19 | Charlotte   | 49  | 47  | 25.4 | .551 | .273  | .787 | 6.8 | 2.1 | .8  | .8  | 10.1 |
| 2019-20 | Charlotte   | 58  | 39  | 23.1 | .524 | .240  | .682 | 7.1 | 1.5 | .7  | .4  | 11.1 |
| 2020-21 | Charlotte   | 48  | 21  | 20.9 | .559 | .143  | .714 | 6.8 | 1.8 | .6  | .4  | 9.4  |
| 2021-22 | Portland    | 27  | 0   | 13.1 | .567 | .000  | .776 | 4.6 | .8  | .3  | .2  | 5.2  |
| 2022-23 | Miami       | 15  | 2   | 14.5 | .627 | .000  | .686 | 4.3 | .7  | .2  | .3  | 6.5  |
| 2023-24 | New Orleans | 43  | 0   | 7.4  | .419 | .333  | .605 | 2.6 | .9  | .2  | .1  | 1.8  |
| Total   | Total       | 552 | 275 | 20.9 | .520 | .220  | .727 | 5.7 | 1.3 | .6  | .6  | 7.9  |

### Playoffs
| Año   | Equipo    | PJ | PT | MPP  | %TC  | %3P  | %TL  | RPP | APP | ROB | TPP | PPP |
| ----- | --------- | -- | -- | ---- | ---- | ---- | ---- | --- | --- | --- | --- | --- |
| 2014  | Charlotte | 4  | 0  | 13.3 | .333 | .000 | .500 | 2.3 | .5  | .0  | .8  | 2.0 |
| 2016  | Charlotte | 7  | 2  | 19.6 | .553 | –    | .810 | 5.3 | .3  | .1  | .4  | 8.4 |
| 2023  | Miami     | 21 | 0  | 8.3  | .571 | –    | .400 | 2.3 | .3  | .1  | .2  | 2.2 |
| Total | Total     | 32 | 2  | 11.4 | .537 | –    | .625 | 2.9 | .3  | .1  | .3  | 3.5 |